# كلود استيبان
كلود استيبان (بالفرنسية: Claude Esteban)‏ هو مترجم وكاتب وشاعر فرنسي، ولد في 26 يوليو 1935 في باريس في فرنسا، وتوفي بنفس المكان في 10 أبريل 2006.